# Takeo Miki
Takeo Miki (17. března 1907 – 4. listopadu 1988) byl japonský politik. V letech 1974–1976 byl premiérem Japonska. V letech 1966–1968 byl ministrem zahraničních věcí, 1972–1974 místopředsedou vlády. Byl představitelem Liberální demokratické strany, dominantní politické síly japonského politického systému ve 2. polovině 20. století. Poslancem japonského parlamentu byl nepřetržitě 51 let, v letech 1937–1988. Zvolen byl celkem 19krát.
Do čela vlády ho vynesla aféra Lockheed, ač jako příslušník slabší frakce ve straně neměl dlouho na nejvyšší funkci naději. Pokusil se udělat ve straně značné změny, což proti němu poštvalo vůdce řady vlivných frakcí (tzv. kampaň Miki oroši – Pryč s Mikim). S funkcí se musel rozloučit po volbách 1976, kdy se mu navzdory osobní popularitě nepodařilo u veřejnosti získat očekávanou míru důvěry pro celou stranu.